# District de Champlitte
Le district de Champlitte est une ancienne division territoriale française du département de la Haute-Saône de 1790 à 1795.
Il était composé des cantons de Champlitte, Autrey, Chargey, Dampierre, Fouvent, Lavoncourt et Ray.